# Carolin Eichhorst
Carolin Eichhorst (* 1981 in Berlin) ist eine deutsche Schauspielerin und Theaterpädagogin.

## Leben
Die ersten vier Lebensjahre wuchs sie in Berlin-Prenzlauer Berg auf. 1985 reiste sie mit ihrer Mutter nach West-Berlin aus. Ihr Vater war politischer Häftling in der DDR.
Von 2002 bis 2006 absolvierte Eichhorst ein Schauspielstudium an der Folkwang-Hochschule-Essen. Zuvor hatte sie sich im Jazzgesang ausbilden lassen. Ihr erstes Engagement hatte sie ab dem Jahr 2006 an dem Schauspielhaus Graz. Ab 2009 gehörte sie unter Lars-Ole Walburg am Schauspiel Hannover über mehrere Spielzeiten zum Stammensemble.
In der im Jahr 2015 erschienenen Dokumentation Die Prüfung, über Aufnahmeprüfungen an der Hochschule für Musik, Theater und Medien Hannover, wo Eichhorst Gastreferentin ist, war sie zu sehen. Darüber hinaus ist sie eigenen Angaben zufolge Gastdozentin an der Filmuniversität Babelsberg Konrad Wolf und Universität der Künste Berlin.

## Auszeichnungen
- Talent-Class Sat1: Beste Nachwuchsschauspielerin im Jahr 2006[3]